# Helicia maxwelliana
Helicia maxwelliana är en tvåhjärtbladig växtart som beskrevs av L. S. Gibbs. Helicia maxwelliana ingår i släktet Helicia och familjen Proteaceae. Inga underarter finns listade i Catalogue of Life.